# Workingman's Dead
Workingman's Dead -En Español: El trabajador muerto- es el quinto álbum de estudio de la banda estadounidense Grateful Dead. Fue grabado y lanzado en 1970, por el sello Warner Bors.
El álbum y su predecesor, American Beauty, fueron grabados usando un estilo similar, abandonando paulatinamente el rock psicodélico y adentrándose en el terreno del country y la música norteamericana.
En el 2020 el álbum fue ubicado en el puesto 409 de la lista de los 500 mejores álbumes de todos los tiempos, de la revista Rolling Stone.

## Legado
En el 2003, el disco fue ubicado en el puesto número 262 en la lista Los 500 mejores álbumes de todos los tiempos, de la revista Rolling Stone. En la primera reedición del listado el álbum fue removido al puesto 264, y en la segunda reedición el álbum cayó hasta el puesto 409.
Fue votado por los lectores de la mencionada revista como el mejor álbum de 1970, junto con Déjà vu, de Crosby, Stills, Nash & Young, y Moondance, de Van Morrison.

## Lista de canciones
Todas fueron escritas por Jerry Garcia y Robert Hunter, excepto donde se indica.

| N.º | Título                                         | Duración |  |
| 1.  | «Uncle John's Band»                            | 4:42     |  |
| 2.  | «High Time»                                    | 5:12     |  |
| 3.  | «Dire Wolf»                                    | 3:11     |  |
| 4.  | «New Speedway Boogie»                          | 4:01     |  |
| 5.  | «Cumberland Blues» (Garcia, Phil Lesh, Hunter) | 3:14     |  |
| 6.  | «Black Peter»                                  | 5:41     |  |
| 7.  | «Easy Wind» (Hunter)                           | 4:57     |  |
| 8.  | «Casey Jones»                                  | 4:24     |  |

## Personal
- Jerry Garcia - voz, guitarra
- Bob Weir - guitarra, voz
- Pigpen (Ron McKernan) - teclado, voz
- Phil Lesh - bajo, voz
- Bill Kreutzmann - batería
- Mickey Hart - batería
- Tom Constanten - teclados

## Ventas
Billboard
| Lista       | Posición |
| ----------- | -------- |
| Pop Álbumes | 27       |

RIAA
| Certificación | Fecha           |
| ------------- | --------------- |
| Oro           | Julio de 1974   |
| Platino       | Octubre de 1986 |